# Grande vitesse ferroviaire en Suède

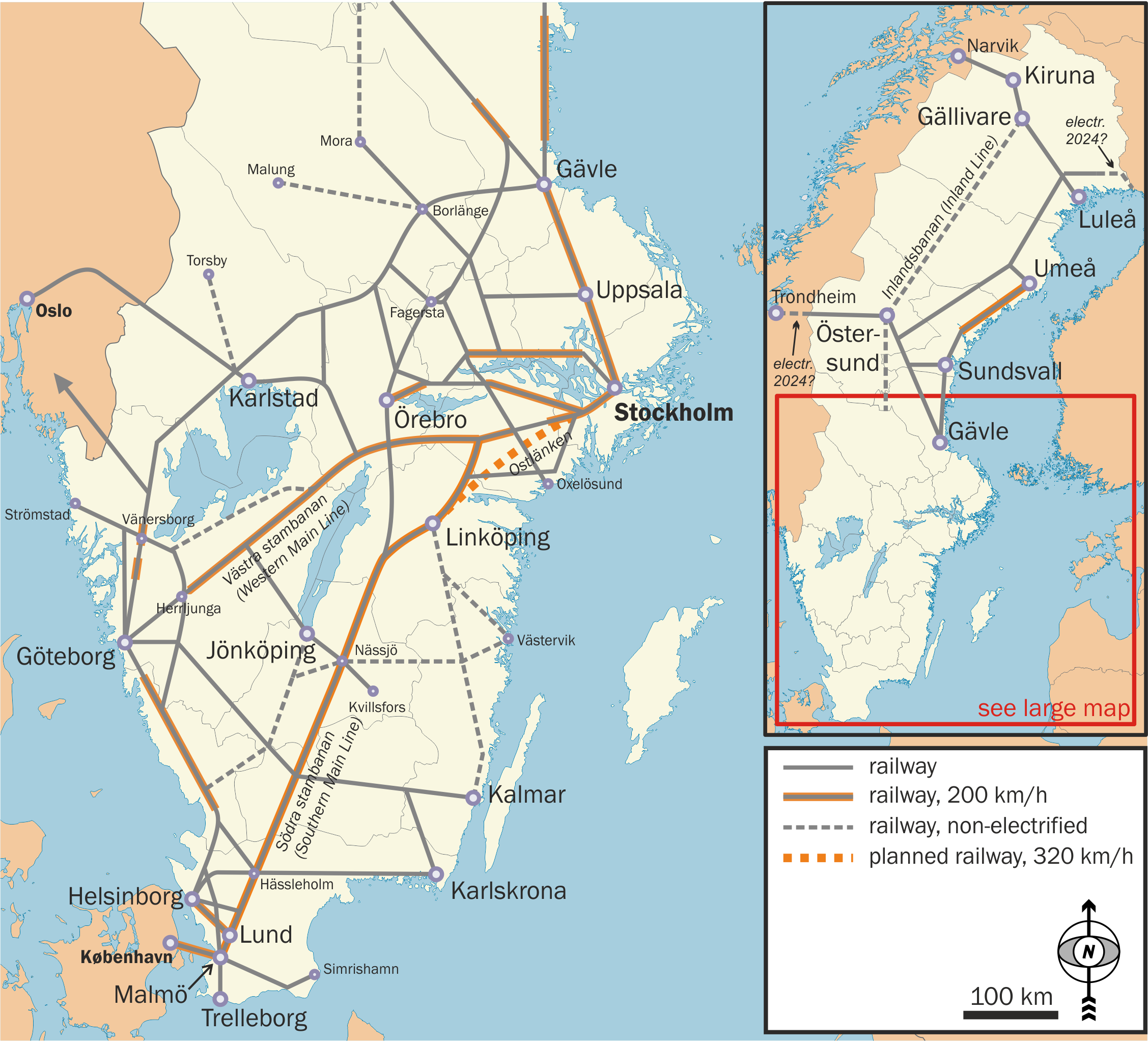
Carte schématique des chemins de fer suédois.

En Suède, de nombreux trains circulent à 200 km/h. Les types de trains qui atteignent actuellement cette vitesse comprennent les trains pendulaires X2 pour les longues distances, les trains à gros porteurs Regina, les trains régionaux à deux étages X40, l'Arlanda Airport Express X3, les trains MTRX, les flixtrains et le train régionaux à deux étages inspiré de Stadler KISS. Puisque les X2 et X3 ont l'autorisation de rouler à 205 km/h en cas de retard,[réf. nécessaire] ils peuvent techniquement être considérés comme des trains à grande vitesse. Le X2 circule entre de nombreuses villes de Suède, notamment Stockholm, Göteborg et Malmö. Les trains Arlanda Express relient Stockholm et l'aéroport de Stockholm-Arlanda.

## Plans actuels

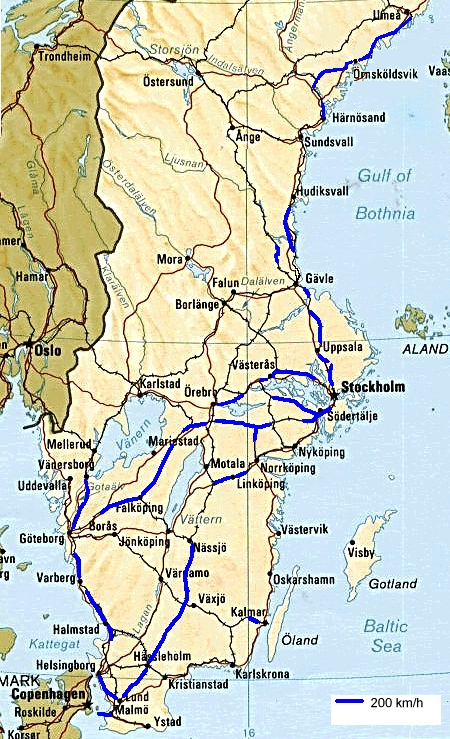
Chemins de fer à 200 km/h en service en 2012.

### Amélioration des lignes existantes
Des centaines de kilomètres de voies sont prêts pour les 250 km/h d'exploitation, à l'exception des systèmes de signalisation, des caténaires et des trains eux-mêmes. Un train d'essai modifié de Regina, appelé « le train vert », a atteint une vitesse maximale de 303 km/h, avec un service régulier à 250 km/h prévu.
Il est prévu qu'un tronçon de 180 kilomètres de la ligne Stockholm-Malmö doit être modernisé pour permettre des vitesses de 250 km/h. Ce projet a été suspendu jusqu'à nouvel ordre car une décision doit être prise quant à la construction ou non d'un nouveau chemin de fer parallèle à très grande vitesse. Les autres chemins de fer qui permettront à terme une vitesse d'exploitation à 250 km/h (aujourd'hui 200 km/h) sont de longues sections de Stockholm-Göteborg, Göteborg-Malmö et Trollhättan-Göteborg. Une nouvelle ligne Kramfors – Umeå, Botniabanan  est prête pour les 250 km/h pour des trains non pendulaires depuis 2010, mais les opérateurs ferroviaires, qui n'ont pas encore prévu des trains à 250 km/h, effectuent des tests sur la ligne Botniabanan ou sur tout autre ligne à 250 km/h. Il s'agira dans tous les cas de chemins de fer mixtes voyageurs/fret.
Le système de signalisation suédois ATC n'autorise actuellement pas des vitesses supérieures à 200 km/h, et les plans actuels autorisent des vitesses plus élevées uniquement avec le système de signalisation européen ERTMS. La ligne Botniabanan est exploitée avec ce système depuis 2010, permettant de rouler à 250 km/h. L'ERTMS a été introduit sur certains autres chemins de fer vers 2015, permettant donc éventuellement plus de lignes avec une exploitation à plus de 200 km/h. (L'ATC autorise en théorie 250 km/h, mais cela nécessiterait de réinstaller la plupart des équipements et signaux de voie puisque l'ATC utilise une transmission par points, et une vitesse plus élevée signifie de nouveaux points de transmission. L'ATC est installé pour 250 km/h le long de 16 kilomètres à l'est de Södertälje mais aucun train n'est approuvé pour cela  ).
SJ a acheté de nouveaux trains (type X55, livrés en 2010) conçus pour rouler à 250 km/h, mais ils sont limités à 200 km/h jusqu'à une date ultérieure.
En raison de la détérioration de l'état des voies, depuis 2017-2018, les trains devraient passer de 200 à 130 km/h sur certains tronçons. Par exemple, le service Stockholm-Malmö dure désormais 4 heures 30 minutes, soit 30 minutes de plus qu'auparavant, atteignant l'ancienne vitesse de 1991.

### Nouvelles lignes
Il était prévu de créer des lignes à grande vitesse entièrement nouvelles Stockholm – Linköping – Jönköping – Borås – Göteborg (« Götalandsbanan ») et Jönköping – Helsingborg – Copenhague (« Europabanan » pour la partie suédoise), car les chemins de fer existants sont relativement encombrés avec une circulation mixte à 200 km/h : des trains de voyageurs, des trains régionaux plus lents et des trains de marchandises encore plus lents. Ces projets prévoyaient que les nouvelles voies ferrées seraient construites de manière similaire aux lignes TGV françaises avec de longs rayons de courbure et des pentes relativement raides permettant des vitesses comprises entre 300 et 320 km/h avec des trains non pendulaires, dédiés aux trains de voyageurs à grande vitesse.
L'administration suédoise des transports (Trafikverket) a commencé une planification détaillée et était en train de décider du meilleur itinéraire entre Göteborg – Borås et Linköping – Södertälje ( Ostlänken ), mais aucune date précise n'a été déterminée pour le début de la construction de ces lignes. Une proposition informelle de Trafikverket est une piste opérationnelle d'ici 2025. Il existe une pression politique et (principalement) régionale pour construire ces chemins de fer le plus rapidement possible. Les coûts sont estimés à environ 10 milliards SEK pour Göteborg-Borås et 24 milliards SEK pour Linköping-Södertälje.[réf. nécessaire]</link>
En 2018, des entreprises chinoises se sont intéressées à la construction de la ligne à grande vitesse Stockholm-Oslo. Trafikverket a attribué à la société d'ingénierie américaine Jacobs Engineering Group le contrat de consultation sur un projet de réseau ferroviaire à grande vitesse de 24 milliards de dollars reliant Stockholm à Göteborg et Malmö.
Fin 2022, le gouvernement suédois alors nouvellement élu a décidé d'abandonner complètement le projet de train à grande vitesse suédois,.

### Nouvelles rames
En décembre 2021, SJ a annoncé commander 25 rames capables de rouler à 250 km/h. Elles devraient être mises en service en 2026 et seront également utilisés pour le trafic transfrontalier avec le Danemark et la Norvège.[réf. nécessaire]

## Projets
La ligne Borås – Linköping sera construite quelques années après les premiers tronçons du Götalandsbanan. Il a moins de potentiel pour le transport ferroviaire régional (environ 400 000 personnes vivent encore à proximité de cette partie du Götalandsbanan), mais il est bien sûr nécessaire pour les trains longue distance. Entre Södertälje et Stockholm, la voie ferrée historique et ses 250 km/h seront complètement utilisés. Une extension de ces lignes vers le sud, via Jönköping – Helsingborg – Copenhague, est considérée comme économiquement irréalisable pour le moment. Les politiciens danois ne sont pas non plus très enthousiastes.[réf. nécessaire] La vitesse de la ligne existante via Linköping – Malmö – Copenhague devrait cependant être améliorée à 250 km/h.
Les coûts sont estimés à environ 30 milliards SEK pour Borås-Linköping et 30 milliards SEK pour Jönköping-Helsingborg. Le coût de la ligne Helsingborg-Copenhague avec tunnel est difficile à estimer, mais ici aussi, 30 milliards de SEK sont possibles.

## Temps de trajet
Il s’agit de temps de trajet réalistes, basés sur des plans et enquêtes futurs.
| | Göteborg-Stockholm C | Malmö - Stockholm C | Copenhague -Stockholm C | Kastrup-Arlanda |
| --- | -------------------- | ------------------- | ----------------------- | --------------- |
| Trains, année 2009 | 15h05                | 16h25               | 17h15                   | 17h45           |
| Avec des améliorations sur les chemins de fer actuels projets à l'horizon 2020 <br /> City Tunnel (ouvert en décembre 2010) – 10 minutes plus rapide <br /> 250 km/h (155 mph) –15 min plus rapide vers Malmö et Göteborg <br /> Plus de pistes (capacité supérieure) – 10 min plus rapide | 14h40                | 16h00               | 16h40                   | 17h10           |
| Ostlänken et Götalandsbanan construits <br /> Stockholm - Nässjö – 45 minutes plus vite | 14h15                | 15h15               | 15h55                   | 16h25           |
| Europabanan construit | 14h15                | 14h40               | 15h20                   | 15h30           |
| En avion, année 2009 incl. enregistrement | 14h30                | 14h30               | 2h45                    | 1h40            |